# Страх сцены (фильм, 1950)
«Страх сцены» (англ. Stage Fright) — кинофильм Альфреда Хичкока, снятый в 1950 году по роману «Бегущий человек» (1947) Селвина Джепсона.
Одной из черт Хичкока было то, что он крайне не любил, когда актёры предлагали ему свои идеи, но в случае с Марлен Дитрих он пошёл на попятную: зная, что она постигала кинематограф под руководством таких мэтров, как Джозеф фон Штернберг и Гюнтер Риттау, Хичкок позволил Дитрих самой обсуждать с оператором фильма Уилки Купером, как и при каком освещении снимать все сцены с её участием.

## Сюжет
В доме знаменитой актрисы Шарлотты Инвуд (Марлен Дитрих) произошло убийство — жертвой стал её муж. Её воздыхатель Джонатан Купер (Ричард Тодд), подозреваемый в совершении этого преступления, попросил помощи у своей знакомой Евы Гилл (Джейн Уайман). Тайно влюблённая в него Ева решает помочь ему, а заодно вывести Шарлотту на чистую воду…

## В ролях
- Марлен Дитрих — Шарлотта Инвуд
- Джейн Уайман — Ева Гилл
- Майкл Уайлдинг — детектив Уилфред Смит (Просто Смит)
- Ричард Тодд — Джонатан Купер
- Аластер Сим — коммодор Гилл
- Сибил Торндайк — миссис Гилл
- Кэй Уолш — Нелли Гуд
- Гектор Макгрегор — Фредди Уильямс
- Патриция Хичкок — Чабби Баннистер
- Майлс Маллесон — мистер Фортескью
- Андре Морелл — инспектор Бьярд

## Награды и номинации

### Награды
- 1950 — Кинофестиваль в Локарно
  - Специальное упоминание — Альфред Хичкок

### Номинации
- 1951 — Премия Эдгара Аллана По
  - Лучший художественный фильм — Уитфилд Кук, Селвин Джепсон